# Robert Milligan McLane
Pour les articles homonymes, voir McLane.
Robert Milligan McLane, né le 23 juin 1815 à Wilmington (Delaware) et mort le 16 avril 1898 à Paris, est un avocat, homme politique, militaire et diplomate américain membre du Parti démocrate. Il sert comme ambassadeur des États-Unis en France, en Chine et au Mexique, membre de la Chambre des représentants pour le 4e district congressionnel du Maryland, président du comité national de son parti, et 39e gouverneur du Maryland.